# Construccionisme social
En els camps de la sociologia, l'ontologia social i la teoria de la comunicació, el construccionisme social (socioconstruccionisme o construccionisme relacional) és una teoria sociològica i psicològica del coneixement que proposa que certes idees sobre la realitat física sorgeixen del consens col·laboratiu, en lloc de la pura observació d'aquesta realitat física. La teoria del construccionisme social proposa que les persones desenvolupin col·lectivament els significats (denotacions i connotacions) de les construccions socials.
El construccionisme social s'ha caracteritzat com a teoria neomarxista i com a teoria neokantiana, proposant que el construccionisme social substitueix el subjecte transcendental per un concepte social descriptiu i normatiu.
Si bé algunes construccions socials són evidents, per exemple els diners o el concepte de moneda, en què la gent ha acceptat donar-li importància/valor, d'altres són menys evidents, com el concepte d'un mateix/identitat pròpia. Això articula la visió que les persones de la societat construeixen idees o conceptes que poden no existir sense l'existència de persones o llenguatge per validar aquests conceptes, és a dir, sense societat, aquests constructes deixarien d'existir.
Alguns exemples de construccions socials inclouen normes socials, sentit de si mateix, gènere, moneda, llenguatge, estàndards de bellesa i ideals de bellesa, edat, calendari modern, raça, ètnia, classe social i jerarquia social, nacionalitat, família, matrimoni, religió, l'educació, la mesura del temps, la ciutadania, els estereotips, la feminitat i la masculinitat, les institucions socials i la discapacitat.
Aquestes construccions socials no són inherents ni universals, sinó que es configuren i es mantenen mitjançant interaccions humanes col·lectives, pràctiques culturals i creences compartides.
Entendre el construccionisme social proporciona informació sobre les maneres en què les societats creen i donen sentit a diversos aspectes de la vida.

## Punts de vista
Una «construcció» o «construcció social» és el significat, la noció o la connotació que una societat dona a un objecte o esdeveniment, i adoptada per aquesta societat pel que fa a com veu o tracta l'objecte o esdeveniment.
El construccionisme social planteja que els significats dels fenòmens no tenen un fonament independent fora de la representació mental i lingüística que les persones desenvolupen sobre ells al llarg de la seva història, i que esdevé la seva realitat compartida. Des del punt de vista lingüístic, el construccionisme social centra el significat com una referència interna dins del llenguatge (les paraules es refereixen a paraules, les definicions a altres definicions) més que a una realitat externa.

## Orígens

Cada persona crea la seva pròpia «realitat construïda» que impulsa els seus comportaments.

Al segle xvi, Michel de Montaigne escrivia que, «Cal interpretar les interpretacions més que interpretar les coses». El 1886 o el 1887, Friedrich Nietzsche ho va dir de la mateixa manera: «Els fets no existeixen, només les interpretacions». En el seu llibre Public Opinion de 1922, Walter Lippmann va dir: «L'entorn real és massa gran, massa complex i massa fugaç per a un coneixement directe» entre les persones i el seu entorn. Cada persona construeix un «pseudoentorn» que és una imatge mental subjectiva, esbiaixada i necessàriament abreujada del món, i fins a cert punt, el «pseudoentorn» de tothom és una ficció. Les persones «viuen al mateix món, però pensen i senten en un altre». L' «entorn» de Lippman es podria anomenar «realitat», i el seu «pseudoentorn» sembla equivalent al que avui s'anomena «realitat construïda».
El construccionisme social s'ha arrelat més recentment en l'interaccionisme simbòlic i la fenomenologia. Amb la publicació de The Social Construction of Reality, de Berger i Luckmann (1966), aquest concepte va trobar la seva força. Més de quatre dècades després, molta teoria i investigació es van comprometre amb el principi bàsic que les persones «fabriquen el seu món social i cultural alhora que aquests mons els fan». Es tracta d'un punt de vista que desarrela processos socials «simultàniament lúdics i seriosos, pels quals la realitat es revela i s'amaga, creada i destruïda per les nostres activitats». Substitueix la «tradició intel·lectual occidental» on l'investigador «busca seriosament la certesa en una representació de la realitat per mitjà de proposicions».
En termes construccionistes socials, les «realitats donades per fetes» es conreen a partir de «interaccions entre i per agents socials»; a més, la realitat no és una veritat objectiva «a l'espera de ser descoberta a través de la investigació científica positivista». Més aviat, hi pot haver «múltiples realitats que competeixen per la veritat i la legitimitat». El construccionisme social entén el «paper fonamental del llenguatge i la comunicació» i aquesta comprensió ha «contribuït al gir lingüístic» i més recentment al «gir a la teoria del discurs». La majoria dels construccionistes socials segueixen la creença que «el llenguatge no reflecteix la realitat; més aviat, la constitueix [la crea]».
Una definició àmplia del construccionisme social té els seus partidaris i crítics en les ciències organitzatives. Un enfocament construccionista de diversos fenòmens organitzatius i de gestió sembla ser més habitual i en augment.
Andy Lock i Tom Strong remunten alguns dels principis fonamentals del construccionisme social a l'obra del filòsof polític, retòric, historiador i jurista italià del segle xviii Giambattista Vico.
Berger i Luckmann donen crèdit a Max Scheler com a gran influència, ja que va crear la idea de sociologia del coneixement que va influir en la teoria de la construcció social.
Segons Lock i Strong, altres pensadors influents el treball dels quals ha afectat el desenvolupament del construccionisme social són: Edmund Husserl, Alfred Schutz, Maurice Merleau-Ponty, Martin Heidegger, Hans-Georg Gadamer, Paul Ricoeur, Jürgen Habermas, Emmanuel Levinas, Mikhail Bakhtin, Valentin Volosinov, Lev Vygotsky, George Herbert Mead, Ludwig Wittgenstein, Gregory Bateson, Harold Garfinkel, Erving Goffman, Anthony Giddens, Michel Foucault, Ken Gergen, Mary Gergen, Rom Harre i John Shotter.

## Aplicacions

### Psicologia de la construcció personal
Des de la seva aparició a la dècada del 1950, la psicologia de la construcció personal s'ha desenvolupat principalment com una teoria constructivista de la personalitat i un sistema de transformació dels processos individuals de creació de significats, en gran part en contextos terapèutics. Es va basar en la noció de persones com a científics que formen i posen a prova teories sobre els seus mons. Per tant, va representar un dels primers intents d'apreciar la naturalesa constructiva de l'experiència i el significat que les persones donen a la seva experiència. El construccionisme social, en canvi, es va desenvolupar principalment com una forma de crítica, amb l'objectiu de transformar els efectes opressors dels processos socials de creació de significats. Amb els anys, s'ha convertit en un grup d'enfocaments diferents, sense cap posició única de construccionisme social. Tanmateix, els diferents enfocaments sota el terme genèric de construccionisme social estan vagament vinculats per alguns supòsits compartits sobre el llenguatge, el coneixement i la realitat.
Una manera habitual de pensar la relació entre psicologia de la construcció personal i construccionisme social és tractar-los com a dues entitats separades que són similars en alguns aspectes, però també molt diferents en d'altres. Aquesta manera de conceptualitzar aquesta relació és un resultat lògic de les diferències circumstancials de la seva aparició. En anàlisis posteriors aquestes diferències entre psicologia de la construcció personal i construccionisme social es van emmarcar al voltant de diversos punts de tensió, formulats com a oposicions binàries: personal/social; individualista/relacional; agència/estructura; constructivista/construccionista. Tot i que algunes de les qüestions més importants de la psicologia contemporània s'elaboren en aquestes contribucions, el posicionament polaritzat també va sostenir la idea d'una separació entre psicologia de la construcció personal i construccionisme social, obrint el camí a oportunitats limitades de diàleg entre ells.
Reformular la relació entre psicologia de la construcció personal i construccionisme social pot ser útil tant a les comunitats psicologia de la construcció personal com a construccionisme social. D'una banda, amplia i enriqueix la teoria del construccionisme social i assenyala els beneficis d'aplicar el «kit d'eines» de la psicologia de la construcció personal en la teràpia i la investigació construccionistes. D'altra banda, el replantejament contribueix a la teoria psicologia de la construcció personal i apunta a noves maneres d'abordar la construcció social en les converses terapèutiques.

### Psicologia educacional
Igual que el construccionisme social, el constructivisme social afirma que les persones treballen juntes per construir artefactes. Tot i que tant el construccionisme com el constructivisme social tenen a veure amb la manera en què es desenvolupen els fenòmens socials, són diferents. El construccionisme social es refereix al desenvolupament dels fenòmens relatius als contexts socials, mentre que el constructivisme social es refereix a la creació de sentit individual dels coneixements en relació amb el context social. Per això, el construccionisme social se'n descriu com una construcció sociològica i el constructivisme social com una de psicològica.
 
| «               | «[El constructivisme] és, en primer lloc, una epistemologia, és a dir, una teoria que intenta explicar quina és la naturalesa del coneixement humà» | » |
| — Méndez, 2002. | |   |

El constructivisme assumeix que cap cosa prové del no-res: el coneixement previ crea el coneixement nou. El constructivisme sosté que l'aprenentatge és actiu. Una persona que aprèn alguna cosa nova la incorpora a les seves experiències prèvies i a les seues estructures mentals. Cada nova informació és assimilada i dipositada en una xarxa de coneixements i experiències que existeixen prèviament en el subjecte, i com a resultat es pot dir que l'aprenentatge no és objectiu, sinó un procés subjectiu que cada persona modifica constantment a la llum de la seva experiència. [Abbott, 1999].
El constructivisme social ha estat estudiat per molts psicòlegs de l'educació, que estan preocupats per les seves implicacions per a l'ensenyament i l'aprenentatge. Per a més informació sobre les dimensions psicològiques del constructivisme social (vegeu el treball de Lev Vygotsky, Ernst von Glasersfeld i A. Sullivan Palincsar).

### Teràpia sistemàtica
Alguns dels models sistèmics que utilitzen el construccionisme social inclouen la teràpia narrativa i la teràpia breu centrada en solucions.

### Crim
Potter i Kappeler (1996), en la seva introducció a Constructing Crime: Perspective on Making News And Social Problems (Construcció de la delinqüència: perspectiva sobre l'elaboració de notícies i problemes socials), van escriure: «L'opinió pública i els fets delictius no demostren cap congruència. La realitat del crim als Estats Units s'ha subvertit a una realitat construïda tan efímera com el gas de pantà».
La criminologia fa temps que s'ha centrat en per què i com defineix la societat el comportament delictiu i la delinqüència en general. Mentre mirem el crim des d'una lent de construccionisme social, veiem proves que donen suport que els actes criminals són una construcció social on els actes anormals o desviats es converteixen en un delicte basat en les opinions de la societat. Una altra explicació del crim en relació amb el construccionisme social són les construccions d'identitat individual que donen lloc a un comportament desviat. Si algú s'ha construït la identitat d'un «boig» o «criminal» per si mateix a partir de la definició d'una societat, pot obligar-lo a seguir aquesta etiqueta, donant lloc a un comportament delictiu.

### Estudis de la comunicació
L'any 2016 es va publicar una revisió bibliogràfica del construccionisme social tal com s'utilitza en els estudis de comunicació. Conté una visió general dels recursos des d'aquesta perspectiva disciplinària. La col·lecció d'assajos publicats a Galanes i Leeds-Hurwitz (2009) també hauria de ser útil per a qualsevol persona interessada en com funciona realment la construcció social durant la comunicació. Aquesta col·lecció va ser el resultat d'una conferència celebrada l'any 2006, patrocinada per l'Associació Nacional de Comunicació com a institut d'estiu, titulada «Atrapar-nos en l'acte: una col·laboració per enriquir la nostra disciplina mitjançant enfocaments construccionistes socials». En resum, el supòsit bàsic del grup era que «els individus construeixen (creen) conjuntament la seva comprensió del món i els significats que donen a les trobades amb els altres, o diversos productes que creen. En el fons de la qüestió hi ha la suposició que aquests significats es construeixen 'conjuntament', és a dir, en coordinació amb els altres, més que individualment. Així, el terme preferit més sovint és la 'construcció social'.» En aquell esdeveniment, John Stewart, en la seva presentació magistral, va suggerir que era el moment d'escollir un sol terme entre el conjunt aleshores comú (construccionista social, constructivisme social, constructivista social), i va proposar utilitzar la forma més senzilla: «construcció social». Els assistents a la conferència van estar d'acord amb aquest ús i, per tant, aquest és el terme més utilitzat en aquest article, i pels estudiosos de la comunicació des d'aleshores. Durant la discussió a la conferència, els participants van desenvolupar una llista comuna de principis:
- 1. La comunicació és el procés mitjançant el qual construïm i reconstruïm mons socials.
- 2. La comunicació és constitutiva; la comunicació fa les coses.
- 3. Tota acció és conseqüent.
- 4. Fem coses junts. Construïm els mons socials que compartim amb els altres com a éssers relacionals.
- 5. Percebem molts mons socials que existeixen simultàniament i continuem donant-los forma. Els mons socials d'altres persones poden ser diferents del nostre. El que heretem no és la nostra identitat.
- 6. Cap comportament transmet significat per si mateix. Els contextos proporcionen i restringeixen significats.
- 7. Les implicacions i conseqüències ètiques es deriven dels principis 1-6.

Un estudi de publicacions de comunicació relacionades amb la construcció social l'any 2009 va trobar que els principals temes tractats eren: identitat, llengua, narracions, organitzacions, conflictes i mitjans de comunicació.

## Història i desenvolupament

### Berger i Luckmann
El construccionisme social es va fer prominent als Estats Units d'Amèrica amb el llibre de 1966 de Peter L. Berger i Thomas Luckmann, The Social Construction of Reality. Berger i Luckmann argumenten que tot el coneixement, inclòs el coneixement comú més bàsic i donat per descomptat de la realitat quotidiana, es deriva i es manté per les interaccions socials. En el seu model, les persones interactuen entenent que les seves percepcions de la vida quotidiana es comparteixen amb els altres, i aquest coneixement comú de la realitat es veu reforçat al seu torn per aquestes interaccions. Com que aquest coneixement de sentit comú és negociat per les persones, les tipificacions humanes, les significacions i les institucions es presenten com a part d'una realitat objectiva, especialment per a les generacions futures que no estaven implicades en el procés original de negociació. Per exemple, a mesura que els pares negocien les regles que els seus fills han de seguir, aquestes regles s'enfronten als nens com a «donades» produïdes externament que no poden canviar. El construccionisme social de Berger i Luckmann té les seves arrels en la fenomenologia. Enllaça amb Heidegger i Edmund Husserl a través de l'ensenyament d'Alfred Schütz, que també va ser assessor de doctorat de Berger.

### Canvi narratiu
Durant les dècades de 1970 i 1980, la teoria construccionista social va experimentar una transformació a mesura que els sociòlegs construccionistes es van dedicar a l'obra de Michel Foucault i altres a mesura que es treballava a la pràctica un gir narratiu a les ciències socials. Això va afectar especialment la sociologia emergent de la ciència i el creixent camp dels estudis de ciència i tecnologia. En particular, Karin Knorr-Cetina, Bruno Latour, Barry Barnes, Steve Woolgar i altres van utilitzar el construccionisme social per relacionar allò que la ciència ha caracteritzat típicament com a fets objectius amb els processos de construcció social, amb l'objectiu de mostrar que la subjectivitat humana s'imposa aquests fets considerem objectius, no només al revés. Un títol especialment provocador en aquesta línia de pensament és Constructing Quarks: A Sociological History of Particle Physics d'Andrew Pickering. Al mateix temps, el construccionisme social va donar forma als estudis de tecnologia Sofield, especialment sobre la construcció social de la tecnologia, i autors com Wiebe Bijker, Trevor Pinch, Maarten van Wesel, etc. Malgrat la seva percepció comuna com a objectiva, les matemàtiques no són immune als comptes construccionistes socials. Sociòlegs com Sal Restivo i Randall Collins, matemàtics com Reuben Hersh i Philip J. Davis, i filòsofs com Paul Ernest han publicat tractaments construccionistes socials de les matemàtiques.

### Postmodernisme
Dins de la línia construccionista social del postmodernisme, el concepte de «realitat construïda socialment» posa l'accent en la construcció massiva de visions del món per part d'individus en interacció dialèctica amb la societat alhora. Les nombroses realitats així formades comprenen, segons aquesta visió, els mons imaginaris de l'existència i l'activitat social humana, cristal·litzats gradualment per l'hàbit en institucions recolzades per les convencions lingüístiques, dotades d'una legitimitat permanent per la mitologia, la religió i la filosofia, mantinguda per les teràpies i la socialització, i subjectivament interioritzat per l'educació i l'educació per formar part de la identitat dels ciutadans socials.
En el llibre The Reality of Social Construction, el sociòleg britànic Dave Elder-Vass situa el desenvolupament del construccionisme social com un resultat del llegat del postmodernisme. Escriu «Potser el producte més estès i influent d'aquest procés [en acceptar el llegat del postmodernisme] és el construccionisme social, que ha estat en auge [dins del domini de la teoria social] des de la dècada del 1980».

## Crítiques
Una crítica que s'ha fet al construccionisme social és que, en general, ignora l'aportació de les ciències naturals o en fa un mal ús en ciències socials. Sobretot, els constructors socials han estat acusats d'utilitzar el terme «societat» tant d'una manera descriptiva com normativa, per la qual cosa no han proporcionat una explicació adequada sobre què entenen per societat, ja sigui un concepte ideològic o una descripció de qualsevol comunitat situada històricament.
Com a teoria, el construccionisme social rebutja les influències de la biologia sobre el comportament i la cultura, o suggereix que no són importants per aconseguir una comprensió del comportament humà, mentre que el consens científic és que el comportament és un resultat complex tant d'influències biològiques com culturals. El construccionisme social ha estat criticat per tenir un enfocament massa estret en la societat i la cultura com a factor causal en el comportament humà, excloent la influència de les tendències biològiques innates, per psicòlegs com Steven Pinker a The Blank Slate així com per l'estudiós d'estudis asiàtics Edward Slingerland a What Science Offers the Humanities. John Tooby i Leda Cosmides van utilitzar el terme «model estàndard de les ciències socials» per referir-se a les teories socials que creuen que no tenen en compte les propietats evolucionades del cervell.
El construccionisme social també nega o resta importància al paper que el significat i el llenguatge tenen per a cada individu, buscant configurar el llenguatge com una estructura global més que com un instrument històric utilitzat pels individus per comunicar les seves experiències personals del món. Aquest és particularment el cas dels estudis culturals, on les experiències personals i prelingüístiques es desconeixen com a irrellevants o es consideren completament situades i construïdes per la superestructura socioeconòmica.
L'any 1996, per il·lustrar el que creia que eren les debilitats intel·lectuals del construccionisme social i el postmodernisme, el professor de física Alan Sokal va presentar un article a la revista acadèmica Social Text escrit deliberadament per ser incomprensible però que inclou frases i argot típics dels articles publicats per el diari. L'escrit, que es va publicar, era un experiment per veure si la revista «publicaria un article generosament salat amb ximpleries si (a) sonava bé i (b) afalagava els preconceptes ideològics dels editors». El 1999, Sokal, amb la coautoria de Jean Bricmont, va publicar el llibre Fashionable Nonsense, que criticava el postmodernisme i el construccionisme social.
El filòsof Paul Boghossian també va escriure en contra del construccionisme social. Segueix l'argument d'Ian Hacking que molts adopten el construccionisme social a causa de la seva posició potencialment alliberadora: si les coses són com són només a causa de les nostres convencions socials, en lloc de ser tan naturals, aleshores hauria de ser possible canviar-les en com ho fem i prefeririem que fossin. Aleshores afirma que els construccionistes socials argumenten que hauríem d'abstenir-nos de fer judicis absoluts sobre el que és cert i, en canvi, afirmar que alguna cosa és certa a la llum d'aquesta o aquella teoria. Contra això, afirma:
| « | Però és difícil veure com podríem seguir de manera coherent aquest consell. Atès que les proposicions que componen els sistemes epistèmics són només proposicions molt generals sobre allò que justifica absolutament què, no té sentit insistir que abandonem els judicis absoluts «particulars» sobre què justifica què alhora que ens permet «acceptar» judicis absoluts «generals» sobre què justifica què. Però, en efecte, això és el que recomana el relativista epistèmic. | » |

Woolgar i Pawluch argumenten que els construccionistes tendeixen a «gerrymandar ontològicament» les condicions socials dins i fora de la seva anàlisi.
Alan Sokal també critica el construccionisme social per contradir-se sobre la cognoscibilitat de l'existència de les societats. L'argument és que si no hi hagués una realitat objectiva cognoscible, no hi hauria manera de saber si les societats existeixen o no i, si és així, quines són les seves regles i altres característiques. Un exemple de la contradicció és que l'afirmació que «els fenòmens s'han de mesurar pel que es considera mitjà en les seves respectives cultures, no per un estàndard objectiu», ja que hi ha llengües que no tenen paraula per a «mitjana» i, per tant, tota l'aplicació del concepte de la «mitjana» d'aquestes cultures contradiu la pròpia afirmació del construccionisme social que les cultures només es poden mesurar segons els seus propis estàndards.